# 자쿠 III
자쿠 III(영어: Zaku III, 일본어: ザクIII, ザク・スリー)는 《건담 시리즈》에 등장하는 모빌 슈트(MS)로 분류되는 가공의 유인 조종식 인간형 로봇 병기이다. 1986년에 방영된 TV 애니메이션 《기동전사 건담 ZZ》에서 처음으로 등장했다.
작품 내에서 적측 세력인 네오지온군의 기체로 《기동전사 건담》에 등장하는 지온 공국군의 주력기인 자쿠 II의 발전형이다. 작품 내에서는 네오지온의 장교인 라칸 다카란이 자쿠 III에 탑승하여, 주인공인 쥬도 아시타가 탑승하는 ZZ 건담과 교전한다. 종반에는 강화인간화한 마슈마 세로의 탑승기인 자쿠 III 改가 등장해 그래미 토토파의 네오지온 반란군을 압도하는 활약을 펼친다.

## 같이 보기
- 자쿠 II